# Символи префектури Аоморі

## Символи префектури
|         |  |  |        |
| Емблема |  |  | Прапор |

- Емблема префектури

Емблема префектури Аоморі — стилізоване зображення обрисів цієї префектури: затока Муцу оточена сокироподібним півостровом Сімокіта та півостровом Цуґару. Цей префектурний символ був затверджений 1 січня 1961 року префектурною ухвалою. Інколи емблема префектури називається «префектурним гербом».
- Знак-символ префектури

Окремий знак-символ префектури Аоморі відсутній. Зазвичай, емблема використовується як знак-символ префектури.
- Прапор префектури

Положення про прапор префектури Аоморі були затверджені разом із емблемою префектури 1961 року. Згідно з ними, співвідношення сторін прапора дорівнює 2 до 3. У центрі розміщується емблема префектури, яка дорівнює 3/5 висоти полотнища. Колір прапора — білий, що символізує безмежний всесвіт, а емблеми — темнозелений, що уособлює стрімкий розвиток, надію та світле майбутнє.
- Дерево префектури

Туєвик японський (Thujopsis dolabrata) — хвойне дерево, що є невибагливим до навколишнього середовища та стійко переносить сильні вітри та буревії. Його листя запашне, а кора має антибіотичні властивості. З 1966 року туєвик затверджено деревом префектури Аоморі.
- Квітка префектури

Квітка-символ префектури Аоморі — цвіт яблука (Malus domestica). Він з'являється у першій декаді травня, і місцеві жителі цінують його нарівні з традиційною японською сакурою. Через те, що Аоморі є найбільшим в Японії виробником яблук, їх цвіт було затверджено квіткою префектури 1971 року.
- Птах префектури

Птахом-символом Аоморі є лебідь малий (Cygnus bewickii). Влітку він вирощує пташенят у Сибіру, а на зиму прилітає до Японії. В Аоморі лебедь вважається сповісником холодів. 1964 року його було обрано птахом префектури.
- Морський символ префектури

Азійський параліхт (Marsupenaeus japonicus) родини камбалових, вважається першокласною рибою, з якої виготовляють дорогі суші. За показниками його вирощування і вилову префектура посідає перше місце в Японії. 1987 року параліхта було затверджено морським символом Аоморі.